# Schöne Madonna von Toruń

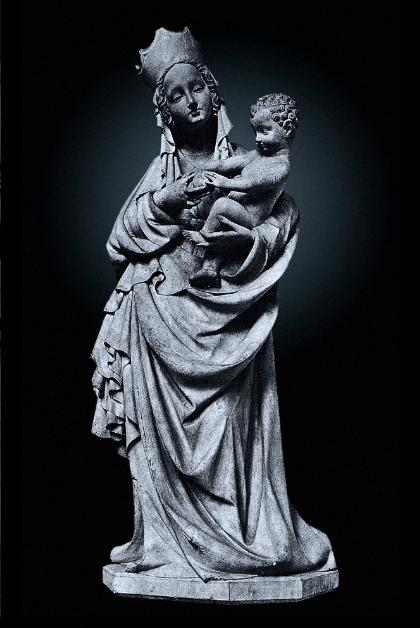
Thorner Madonna, Kalksteinplastik, um 1390

Die Schöne Madonna von Toruń (polnisch Piękna Madonna z Torunia) ist eine gotische Marienstatue von Maria mit Jesuskind. Sie zählt zu den künstlerisch wertvollsten vollplastischen Darstellungen von Madonna und Jesuskind, die um die Wende vom 14. zum 15. Jahrhundert entstanden sind. In Bezug auf Typologie und Stilistik ist dieses Werk pars pro toto der Schönen Madonna, einem ikonografischen Typ, der vor 1400 gestaltet wurde. Die Schnitzbilder der Schönen Madonnen repräsentieren den Weichen Stil (auch internationale Gotik), eine während der mitteleuropäischen Gotik entstandene Stilrichtung.
Vor dem Zweiten Weltkrieg befand sich die Skulptur der Schönen Madonna in der St.-Johannis-Kirche in Toruń (deutsch Thorn), einer ehemaligen Pfarrkirche in der Altstadt, heute Kathedrale des Bistums Toruń. Am Ende des Krieges wurde die Statue von den Deutschen entwendet und ins Ausland gebracht; von dem gestohlenen Werk fehlt jede Spur. Die ursprüngliche Konsole mit der Büste von Moses, die die Basis für die Figur bildete, ist bis heute erhalten. Anstelle der verschollenen Skulptur steht heute als Ersatz eine 1956 von Witold Marciniak geschaffene originalgetreue Kopie der Madonnenfigur mit dem Jesuskind.

## Geschichte
Das im südlichen Teil des Deutschordensstaates gelegene Toruń wurde im 14. Jahrhundert zu einem großen künstlerischen Zentrum, einschließlich der Skulptur. Die Schirmherrschaft für die Kunst übernahm die immer stärkere bürgerliche Gesellschaft, die um 1390 einen unbekannten Künstler, der in der Literatur als Meister der Thorner Madonna bezeichnet wird, beauftragte, eine monumentale Figur von Maria und Jesuskind zu schaffen, wahrscheinlich für die Franziskanerkloster St. Maria in der Altstadt. Zu einem unbekannten Zeitpunkt wurde es in die St. Johanniskirche – eine Stadtpfarrkirche – verlegt.
Die Schöne Madonna wurde in den Quellen erstmals 1650 erwähnt und erneut in den Jahren zwischen 1667 und 1672 anlässlich des Besuchs des Bischofs von Kulm, Andrzej Olszowski. Der Kanoniker Strzesz erwähnt die Schöne Madonna als Teil eines größeren Altarretabels an der Ostwand des Nordschiffs (wo sich heute die Kopie der Madonnenfigur auf der Originalkonsole mit Moses befindet).
Im Jahr 1921 unterzog Jan Rutkowski die Skulptur einer Restaurierung, entfernte nachfolgende Übermalungen, aber ließ Spuren der mittelalterlichen Polychromie zurück. 1942 restaurierten deutsche Restauratoren die Skulptur und ergänzten die entstandene Lücken. Zwei Jahre später wurde die Statue aus der Konsole entfernt und im Konservierungslager in Grębocin deponiert. Vor der heranmarschierenden Roten Armee wurde die Madonnenfigur entfernt und an einen unbekannten Ort gebracht, höchstwahrscheinlich irgendwo in Deutschland. 1956 schuf der Thorner Bildhauer Witold Marciniak eine originalgetreue Kopie des verschollenen Werkes, das auf der Originalkonsole mit Moses platziert wurde.

## Aussehen

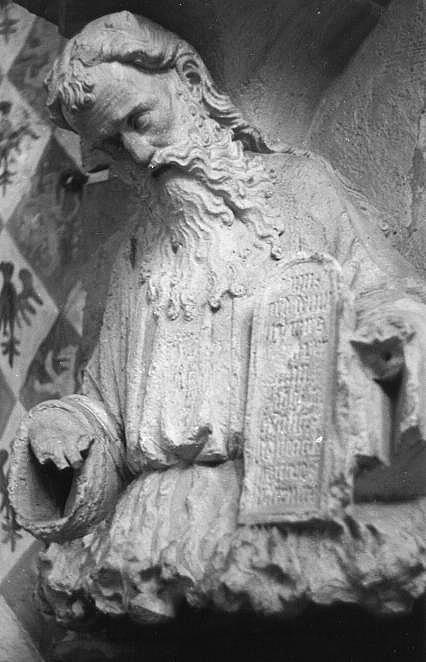
Büste des Moses – die Konsole bildet die Basis für die Figur der Schönen Madonna von Toruń.

Die Schöne Madonna von Toruń ist eine vollplastische Figur mit einer Höhe von 115 Zentimetern. Sie besteht aus Kalkstein, auf der Oberfläche befinden sich Spuren von Polychromie. Maria wurde jugendlich dargestellt, ihr Gesicht ist voller Schönheit, sie hat zarte Gesichtszüge, eine hohe Stirn, leicht verdeckte Augen, kleine Lippen. Ihre Haare sind gelockt. Auf dem Kopf trägt sie einen Schleier, auf dem die hohe Krone sitzt. Die Pose von Maria entspricht dem Kontrapostschema. Sie steht auf dem rechten Bein, während das linke Bein leicht gebogen und leicht nach vorne gestreckt ist. Infolgedessen sind Kopf und Körper gegensätzlich gebogen. Die Körpersilhouette und das Kontrapostschema verschwinden fast unter der Fülle des in großen Schwüngen fallenden Gewandes. Dessen Falten sind tief unterschnitten und betonen die Plastizität des Bildwerks.
Das Kind ist nackt und sitzt auf dem linken Arm der Mutter. Seine Augen sind auf den Apfel gerichtet, den es schüchtern mit der linken Hand berührt. Der Künstler formte den Körper realistisch entsprechend dem Alter des Kindes. Zwischen Maria und dem jungen Jesus besteht eine starke Beziehung, die Marias zärtliche sanfte Geste betont, mit der sie dem Kind die Apfelfrucht reicht. Das Kind antwortet ihr mit einer ähnlichen Geste: die linke Hand berührt den Apfel und die rechte Hand der Mutter. Dieser Bezug der Gesten akzentuiert die Komposition, die auf den fließenden Kleidungsfalten, der Kontrapost-Pose von Maria und den leicht gebeugten Köpfen basiert. Die diagonalen Verhältnisse von Pose, Geste und Faltenwurf betonen harmonisch die Dynamik der Komposition der Skulptur. Die Basis der Figur ist eine achteckige Plinthe.
Die Skulptur von Maria mit dem Jesuskind stand auf einer dekorativen Konsole, die aus einer fast vollplastischen Halbfigur des Moses besteht. Der Prophet wurde hier als alter Mann gezeigt, sein Kopf ist nach unten gebeugt, Falten, Augenbrauen und Augenhöhlen sind stark ausgeprägt. Im Gegensatz zu der Figur der Madonna wurde die Figur des Moses realistischer gestaltet. Die Skulptur weist zahlreiche Defekte auf, insbesondere fehlen die Finger der Hände und eine zweite Tafel mit dem Text des Dekalogs.

## Analyse

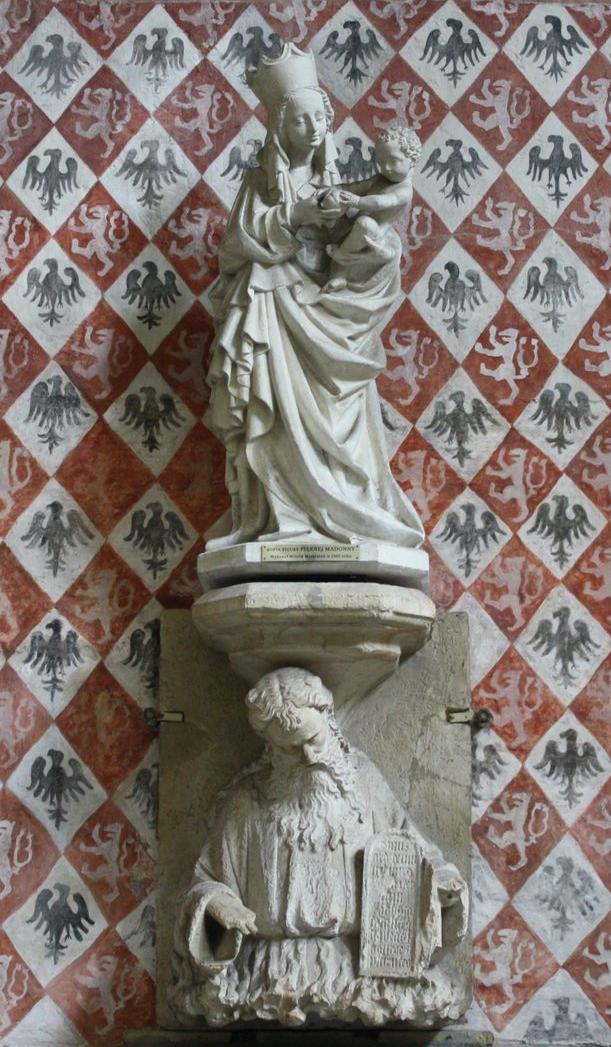
Rekonstruktion der Schönen Madonna und die originale Konsole mit Moses

Die Schöne Madonna von Toruń gilt als die Quintessenz des Stils um 1400; es wurde hier aber auch die Tradition des gotischen Realismus, darunter die Parler-Kunst, erhalten. Diese Stilsynthese wird durch zahlreiche Elemente bewiesen: die Komposition ist dynamisch und flüssig, Schönheit wird weitgehend idealisiert, der üppige Faltenwurf der Kleidung wird subtil dekoriert, Maria hat eine Kontrapost-Pose, das Jesuskind wird weich modelliert, die Proportionen sind erhalten, der Bildhauer hat Kenntnisse der Anatomie, einzelne Stückwerkteile sind geräumig und der Künstler kümmert sich ums Detail.
Der Name des Bildhauers von der Figur war unbekannt, daher erhielt er den Notnamen Meister der Schönen Madonnen bzw. Meister der Schönen Madonna von Toruń. Aufgrund neuer Forschungen wird dem Meister unter anderem das Werk Modlący się Chrystus (deutsch Der betende Christus) in der Kirche St. Johannes der Täufer in Malbork (derzeit in der Sammlung des dortigen Schlossmuseums) zugeschrieben, ebenso wird er mit Pieta in der St.-Barbara-Kirche in Krakau verbunden. Die Forschungen zum Gesamtwerk des Thorner Meisters erweisen sich als kompliziert aufgrund der Ähnlichkeiten zu vielen anderen Werken, die an verschiedenen Orten in Mitteleuropa gefunden wurden, sowohl in Bezug auf ihre Komposition, ihren Stil und ihre Ikonographie. Daher wird die Kunst um 1400 „international“ bezeichnet. Das Problem der Entstehung des Thorner Werks spiegelt weitgehend die bisher ungelösten Fragen nach den Quellen des Weichen Stils wider. Die Hauptzentren, die den Stil um 1400 prägen sollten, sind die Tschechische Republik und Prag, Schlesien und Breslau, Frankreich und Paris, Österreich und Salzburg und Rheinland und Köln. Die Hofkultur und die Parler-Strömung sind wichtige Grundlagen für den Weichen Stil. Darüber hinaus haben diese beiden Trends einen großen Teil Europas geprägt. Ostpommern gehörte um 1400 zum Deutschordensstaat und wurde zu einer wichtigen künstlerischen Region. Die künstlerischen Zentren waren Danzig, Toruń, Elbing und der Sitz des Hochmeisters, die Marienburg. In Toruń sind zahlreiche Werken aus der Zeit um 1400 erhalten (einschließlich der Heiligen Maria Magdalena, die von Engeln erhebt wurde aus der Kathedrale in Toruń). Jedes von ihnen hat seine eigenen, von der Form der Schönen Madonna unabhängige Merkmale, mit Ausnahme der Madonna der Guten Hoffnung (auch als Madonna Brzemienna bekannt) aus dem Rathaus von Toruń, die während des Zweiten Weltkrieges verloren ging. Die Forscher betonen die enge Beziehung zwischen der Schönen Madonna von Toruń und der Schönen Madonna von Breslau; einige von ihnen verbinden die beiden Werke mit demselben Bildhauer. Zahlreiche Ähnlichkeiten zu der Figur aus Toruń sind in Statuen von Maria und dem Jesuskind in Bonn, in Mährisch Sternberg, sowie in Danzig (einschließlich Pietà in der Marienkirche) erkennbar. Neben Toruń als Entstehungsort der Schönen Madonna verweisen Forscher auf Prag. Um 1400 wurden in dieser Stadt zahlreiche Steinskulpturen geschaffen, darunter die Schöne Madonna von Český Krumlov (jetzt in der Sammlung des Kunsthistorischen Museums in Wien). Der Mehrheit der Kunsthistoriker zufolge, die diese Figur studiert haben, hat sie jedoch keine direkte Beziehung zu Skulpturen aus Breslau und Toruń. Die Hauptstadt der tschechischen Krone gehörte während der Regierungszeit der letzten Luxemburger, vor allem des Königs Wenzel IV. (1378–1419) und seines Vaters Karl IV., zu den wichtigsten künstlerischen Zentren Mitteleuropas.
Die schöne Madonna von Toruń zeichnet sich durch reiche Symbolik sowie ihre biblischen und theologischen Bezüge aus. Die außergewöhnliche Schönheit Marias ist in der Theologie die Widerspiegelung der geistigen Schönheit der Mutter Gottes. Hinsichtlich der Apfelfrucht, die Christus übergeben wurde, wird Maria die Neue Eva und Jesus der Neue Adam. Diese Geste bedeutet Vergebung und Erlass von Sünden der Menschheit und ihres Stammvaters und ihrer Stammmutter, die gegen den Willen Gottes die Frucht des Baumes der Erkenntnis pflückten und davon aßen. Der nackte Körper des Jesuskindes, das von Maria präsentiert wird, spiegelt nicht nur die Menschlichkeit des Erlösers wider, sondern ist auch mit der Eucharistie verbunden.

## Verehrung

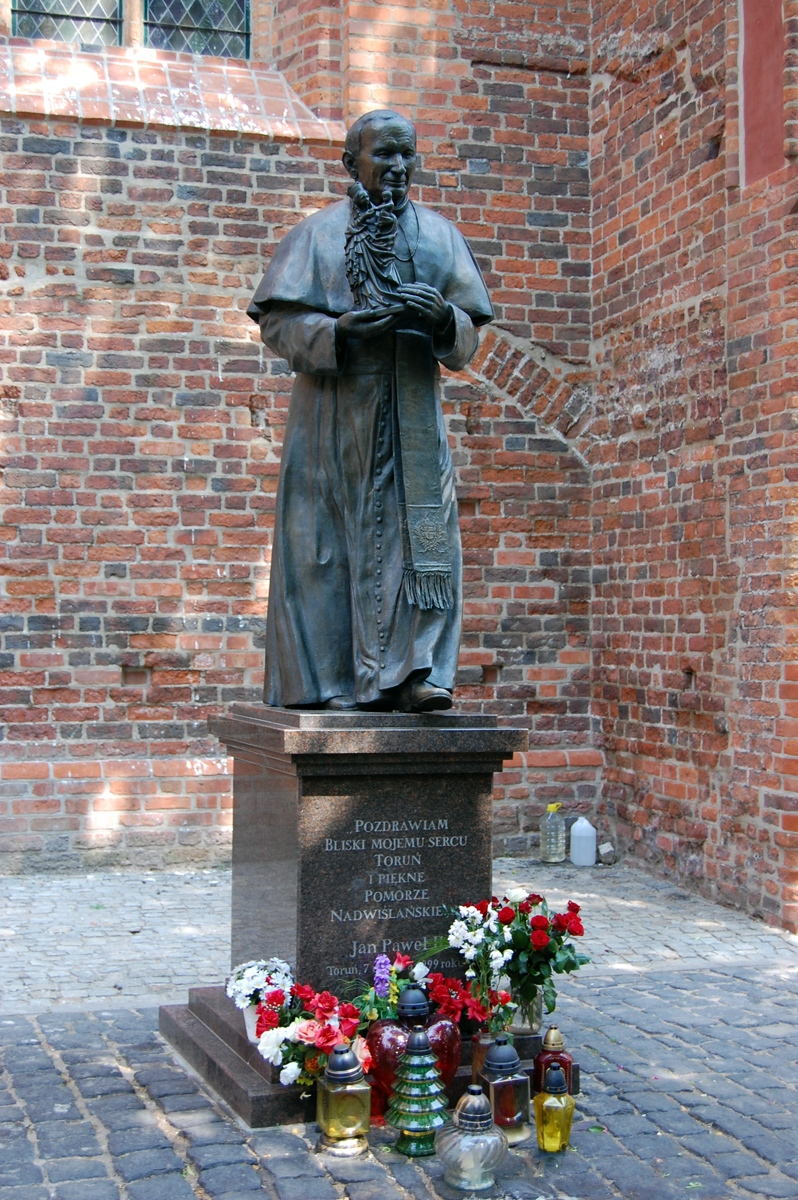
Denkmal von Johannes Paul II. bei der Kathedrale in Toruń

Der Kult der Schönen Madonna von Toruń kam auch nach dem Verlust der ursprünglichen Figur nicht zum Erliegen, sie wurde vielmehr zu einer Ikone sowohl in der Kultur  Toruńs als auch im sozialen Bewusstsein. Während des Gottesdienstes, den Papst Johannes Paul II. am 7. Juni 1999 im Rahmen der siebten Apostolischen Reise durch Polen am Flughafen in Toruń feierte, erhielt er aus den Händen der Einwohner von Toruń eine von Tadeusz Porębski geschaffene Replik der Schönen Madonna. Am ersten Jahrestag des Besuchs von Johannes Paul II. wurde bei der Kathedrale das Denkmal des polnischen Papstes von Radosław Ociepa enthüllt. Es ist das älteste von fünf Denkmälern von Johannes Paul II. in Toruń. Es zeigt den Papst, der die Figur der Schönen Madonna von Toruń in seinen Händen präsentiert. In der Basilika Johannes Enthauptung in Chojnice befindet sich eine heutige Nachbildung der Thorner Skulptur.